# West Indies Women’s Cricket Team in Irland in der Saison 2019
Die Tour des West Indies Women’s Cricket Team nach Irland in der Saison 2019 fand vom 26. bis zum 29. Mai 2019 statt. Die internationale Cricket-Tour war Bestandteil der Internationalen Cricket-Saison 2019 und umfasste drei WODIs und fünf WTwenty20s. Die West Indies gewannen die Serie 3–0.

## Vorgeschichte
Für beide Mannschaften war es die erste Tour der Saison. Das letzte Aufeinandertreffen der beiden Mannschaften bei einer Tour fand in der Saison 2008 in Irland statt.

## Kaderlisten
Die West Indies benannten ihren Kader am 19. April 2019.
| WTwenty20 | WTwenty20 |
| Irland | West Indies |
| --- | --- |
| - Laura Delany (K) - Kim Garth - Shauna Kavanagh - Anna Kerrison - Gaby Lewis - Louise Little - Sophie MacMahon - Lara Maritz - Naomi Matthews - Leah Paul - Celeste Raack - Una Raymond-Hoey - Rebecca Stokell - Mary Waldron | - Stafanie Taylor (K) - Hayley Matthews (VK) - Shemaine Campbelle - Shamilia Connell - Britney Cooper - Deandra Dottin - Afy Fletcher - Chinelle Henry - Stacy-Ann King - Kycia Knight - Kyshona Knight - Natasha McLean - Chedean Nation - Karishma Ramharack - Shakera Selman |

## Women’s Twenty20 Internationals

### Erstes WTwenty20 in Dublin
| 26. Mai Scorecard | Dublin (YMCA) | West Indies 139-4 (20)          | – | Irland 75 (18.4) |
|                   |               | West Indies gewinnt mit 64 Runs |   |                  |

Die West Indies gewannen den Münzwurf und entschieden sich als Schlagmannschaft zu beginnen.

### Zweites WTwenty20 in Dublin
| 28. Mai Scorecard | Dublin (SP) | West Indies 157-6 (20)          | – | Irland 112-6 (20) |
|                   |             | West Indies gewinnt mit 45 Runs |   |                   |

Die West Indies gewannen den Münzwurf und entschieden sich als Schlagmannschaft zu beginnen.

### Drittes WTwenty20 in Dublin
| 29. Mai Scorecard | Dublin (SP) | West Indies 188-1 (20)          | – | Irland 116-3 (20) |
|                   |             | West Indies gewinnt mit 72 Runs |   |                   |

Irland gewann den Münzwurf und entschied sich als Feldmannschaft zu beginnen.

## Auszeichnungen

### Player of the Series
Als Player of the Series wurden der folgende Spieler ausgezeichnet.
| Serie | Player of the Series |
| ----- | -------------------- |
| WT20  | Hayley Matthews      |